# Flinteïta
La flinteïta és un mineral de la classe dels halurs. Rep el nom en honor del cristal·lògraf Evgeniy Flint (Moscou, Imperi Rus, 7 de setembre de 1887 - Moscou, URSS, 10 de novembre de 1975). Va ser professor al Departament de Cristal·lografia de la Universitat Estatal de Moscou, i més tard al Departament de Mineralogia i Cristal·lografia MGRI i a l'Institut de Cristal·lografia de l'Acadèmia de Ciències de l'URSS.

## Característiques
La flinteïta és un clorur de fórmula química K₂ZnCl₄. És el clorur natural de potassi i zinc més senzill, relacionat químicament amb la criobostrixita (hidratada) i la mel·lizinkalita (anhidre). Va ser aprovada com a espècie vàlida per l'Associació Mineralògica Internacional el 2014, sent publicada un any després. Cristal·litza en el sistema ortoròmbic. La seva duresa a l'escala de Mohs és 2.
L'exemplar que va servir per a determinar l'espècie, el que es coneix com a material tipus, es troba conservat a les col·leccions del Museu Mineralògic Fersmann, de l'Acadèmia de Ciències de Rússia, a Moscou (Rússia), amb el número de registre: 4529/1.

## Formació i jaciments
Va ser descoberta al camp de fumaroles del nord, dins primer con s'escòria de l'Avanç nord de la Gran erupció fissural del volcà Tolbàtxik (Krai de Kamtxatka, Rússia), havent estat trobada també en altres indrets dins el mateix volcà.